# Wiktor Ahn
Wiktor Ahn,  Wiktor An, wcześniej Ahn Hyun-soo (hangul: 안현수, ros. Виктор Ан, ur. 23 listopada 1985 w Seulu) – rosyjski łyżwiarz szybki pochodzący z Korei Południowej, specjalizujący się w short tracku. Wielokrotny medalista olimpijski z Turynu i Soczi.
Igrzyska w 2006 były jego drugimi, debiutował jako szesnastolatek w Salt Lake City. W 2006 roku zdominował rywalizację, we wszystkich czterech rozgrywanych konkurencjach stając na podium, a trzy z nich wygrywając – taki wyczyn (trzykrotnie złoto i jeden brąz) powtórzył osiem lat później jako reprezentant Rosji na igrzyskach w Soczi. Jest wielokrotnym medalistą mistrzostw świata na różnych dystansach, pięć razy z rzędu (2003-2007) triumfował w wieloboju. Zdobywał również medale na zimowych igrzyskach azjatyckich.
W 2011 roku Ahn zmienił obywatelstwo z południowokoreańskiego na rosyjskie.

## Odznaczenia
- Order „Za zasługi dla Ojczyzny” IV klasy – 2014[3]
- Medal „Za wzmacnianie współpracy bojowej” (Ministerstwo Obrony Rosji) – 2014[4]